# MisaChi
久嶋美さち（くしま みさち、1980年11月26日 - ）は、日本の女性歌手。宮崎県日南市出身。血液型B型。宮崎県立日南高等学校卒業。本名：久嶋みさち（きゅうしま みさち）。

## 略歴
小児ぜんそくを治すために民謡を習い始め、山に向かい毎日のように歌い続け、山から自然との調和、声の出し方を教わる。フジテレビ「キンカン素人民謡名人戦」「コロムビア民謡民舞全国大会」で2年連続全国優勝他、様々な賞を受賞。好きな歌手は、ジョーン・オズボーン、ケリー・クラークソン、レイ・チャールズ、鬼束ちひろ。鬼束は同じ高校の同級生。
2005年12月7日、作曲：日高慶典、作詞：松井五郎によるシングル「Missing you」でドリーミュージックよりメジャー・デビュー。2006年12月20日、久米小百合プロデュースの3rdシングル「異邦人」は「チケットぴあ」の誌上ランキングで1位に選ばれた他、テレビのエンディングテーマ、映画主題歌に抜擢。2010年7月、南こうせつ主催「フォークジャンボリーin IWAMIZAWA」では約5000人の前で飛び入りでアカペラで民謡を披露し好評を博す。泉谷しげる主催2万人動員イベント「水平線の花 火と音楽」に2010年から3年連続出演。1回目はトリを務め、2回目は宮沢和史とデュエット共演を果たし好評を博す。2012年7月、国内では32年ぶりに「ユネスコエコパーク」に認定された「綾町」のオフィシャルテーマソング「Shining leaf story」を歌唱。8月18日、ユネスコMAB国際調整理事会東京大学会場BGMで使用。2013年2月22日、文部科学省「ユネスコエコパーク認定授与式」会場BGMで使用。
2013年から宮崎県日南市のふるさと大使に任命され、2016年6月1日より日南市の特命大使として再抜擢を受け、観光スポットでのコンサート企画などPR活動も積極的に行っている。
2014年2月23日、母校である日南市立吉野方小学校の閉校記念歌として、「せんだんの木～校舎から君へ」を卒業生でもある日南市市長の崎田恭平と共同合作で楽曲提供。メディアを通して反響があり、北は北海道、南は地元宮崎県の吹奏楽部・合唱で演奏され、海外はインドネシアから来た生徒に向けての日本語の教材として2014年11月29日に一般社団法人宮崎県教職員互助会より発行された「ここに学校があった－平成の統合・閉校の記録」でも取り上げられ、感動の輪が広がっている。2015年5月16日日南市コンセプト「創客創人」紹介動画の楽曲を歌唱。2015年6月19日、世界各国の大使が集まる「ANTOR PEACE MOVEMENT 21」セレモニーにて、国歌斉唱、民謡を歌う。各国の大使館から好評を博し、海外へ向けての視野も広げている。
2016年、一般社団法人日本青年会議所全国事業『未来へつなぐプロジェクト』発足。宮崎代表歌手となる。中心シンガーはMay J.。同年4月から8月までのさまざまなイベントに出演。5月29日公開映画「Tokyo loss」挿入歌を歌唱。6月13日、新しい民謡「NEO MINYOU」発売。9月、J-WAVE主催オーガニックフェス「Acoustic Village」さいたまスーパーアリーナけやき広場出演。10月16日、泉谷しげる主催2万人動員イベント「水平線の花 火と音楽ファイナル」に出演。
2017年公開映画「美女捨山」主題歌を歌唱、2月25日から29日まで「ゆうばり国際ファンタスティック映画祭オフシアター・コンペティション」部門にノミネートされる。
2020年3月18日、JVCケンウッド・ビクターエンタテインメントよりEP「NEO TRAD JAPAN」発売。

## 過去出演
- ポップジャム（2006年、NHK）[3]
- NHK-BS「Beat motion」
- NHK-BS2 「がんばっど宮崎～口蹄疫義援コンサート～水平線の花火と音楽」
- テレビ東京
  - 「徳光&コロッケの“名曲の時間です”」
    - 「サクラサク 2006年のネクストブレイク」

  - 「名曲の時間」

## 過去掲載
2006年
11月22日　日刊スポーツ
12月1日　読売新聞（東京版）

## ディスコグラフィー

### シングル
1. Missing You（2005年12月7日）
2. リタの場合（2006年2月1日）
3. 異邦人（2006年12月20日）
4. しあわせの鍵（2011年12月1日）
5. Shining leaf story（2012年11月11日）
6. (新)五木の子守唄（2013年11月11日）
7. せんだんの木〜校舎から君へ（2014年2月23日）
8. NEO MINYOU（2016年6月13日）

### EP
1. NEO TRAD JAPAN（2020年3月18日）[4]

### アルバム
1. Vibrato（2006年3月8日）
  - 「Feel Like Making Love」：関西テレビ・フジテレビ系全国ネット『発掘!あるある大事典II』エンディングテーマ

### ミニ・アルバム
1. 絹の道（2007年5月9日）
2. ぬくもりを信じていたい・・・
  - 「愛は空の彼方」：映画『日本の青空』主題歌

### 参加作品
- V.A.『MUSE'』（2006年1月1日）
  - M-2「Missing You」、M-9「名前のない星」楽曲収録
- びっくりぱちんこ　爽快　水戸黄門2（2010年7月26日導入開始　京楽産業.）
  - 15ラウンド大当たりをすると女性版「あゝ人生に涙あり」が流れる場合があるが、この曲はMisaChiが唄っている。